# Fatima Zohra del Marocco (1927-2003)
Fatima Zohra del Marocco (in in arabo فاطمة الزهراء بنت عبد العزيز‎?; Tangeri, 13 giugno 1927 – Rabat, 15 settembre 2003) è stata una principessa marocchina.

## Biografia

### Istruzione e matrimonio
La principessa Fatima Zohra nacque nel 1927, come secondogenita del sultano 'Abd al-'Aziz e di 
Yasmin al-Alaoui.
Ricevette un'educazione occidentale e frequentò la scuola italiana e il liceo francese di Tangeri.
Il 5 giugno 1949 sposò a Tétouan il califfo Hasan bin Mahdi (1912-1984), con cui si fidanzò all'età di 16 anni su imposizione del padre. Lo sposò dopo essersi formata e aver lavorato come infermiera.

### Attività
Seguì il marito nei suoi trasferimenti lavorativi e tornò in Marocco nel 1969, quando venne nominata dal re Hasan II presidente della neonata Unione nazionale delle donne marocchine (UNFM), incarico mantenuto fino all'anno della sua morte. Nel 1971 venne creata l'Associazione Marocchina della Pianificazione Familiare (AMPF)  sotto la sua presidenza onoraria.
Morì nel 2003 a Rabat e fu tumulata nel Mausoleo di Moulay El Hassan.

## Patrocini
- Presidente onoraria dell'Associazione Marocchina per le Creazioni Contemporanee (AMCC);[1]
- Presidente onoraria dell'Association Tanger Région Action Culturelle (ATRAC);[1]
- Presidente onoraria del Festival Internazionale di Musica di Tangeri.[1]

## Discendenza
Fatima Zohra del Marocco e Hassan bin Mahdi ebbero una figlia.

## Titoli e trattamento
- 13 giugno 1927 - 15 settembre 2003: Sua Altezza, la principessa Fatima Zohra del Marocco

## Ascendenza
|                          |     |                                           | Genitori                      |  |  | Nonni |  |  | Bisnonni                |  |  | Trisnonni      |  |
|                          |     |                                           |                               |  |  |       |  |  | Muhammad IV del Marocco |  |  | 'Abd al-Rahman |  |
|                          |     |                                           |                               |  |  |       |  |  | Muhammad IV del Marocco |  |  | 'Abd al-Rahman |  |
|                          |     | Halima bint Sulayman al-Alaoui            |                               |  |  |       |  |  | Muhammad IV del Marocco |  |  |                |  |
| Hasan I del Marocco      |     |                                           |                               |  |  |       |  |  | Muhammad IV del Marocco |  |  |                |  |
|                          |     | Safiya bint Maimun bin Mohammed al-Alaoui | Maimun bin Mohammed al-Alaoui |  |  |       |  |  |                         |  |  |                |  |
|                          |     | Safiya bint Maimun bin Mohammed al-Alaoui | Maimun bin Mohammed al-Alaoui |  |  |       |  |  |                         |  |  |                |  |
|                          |     | Safiya bint Maimun bin Mohammed al-Alaoui | ...                           |  |  |       |  |  |                         |  |  |                |  |
| 'Abd al-'Aziz            |     | Safiya bint Maimun bin Mohammed al-Alaoui |                               |  |  |       |  |  |                         |  |  |                |  |
|                          |     | ...                                       | ...                           |  |  |       |  |  |                         |  |  |                |  |
|                          |     | ...                                       | ...                           |  |  |       |  |  |                         |  |  |                |  |
|                          |     | ...                                       | ...                           |  |  |       |  |  |                         |  |  |                |  |
| Ruqiya al-Amrani         |     | ...                                       |                               |  |  |       |  |  |                         |  |  |                |  |
|                          |     | ...                                       | ...                           |  |  |       |  |  |                         |  |  |                |  |
|                          |     | ...                                       | ...                           |  |  |       |  |  |                         |  |  |                |  |
|                          |     | ...                                       | ...                           |  |  |       |  |  |                         |  |  |                |  |
| Fatima Zohra del Marocco |     | ...                                       |                               |  |  |       |  |  |                         |  |  |                |  |
|                          | ... | ...                                       |                               |  |  |       |  |  |                         |  |  |                |  |
|                          | ... | ...                                       |                               |  |  |       |  |  |                         |  |  |                |  |
|                          | ... | ...                                       |                               |  |  |       |  |  |                         |  |  |                |  |
| ...                      | ... |                                           |                               |  |  |       |  |  |                         |  |  |                |  |
|                          |     | ...                                       | ...                           |  |  |       |  |  |                         |  |  |                |  |
|                          |     | ...                                       | ...                           |  |  |       |  |  |                         |  |  |                |  |
|                          |     | ...                                       | ...                           |  |  |       |  |  |                         |  |  |                |  |
| Yasmin al-Alaoui         |     | ...                                       |                               |  |  |       |  |  |                         |  |  |                |  |
|                          |     | ...                                       | ...                           |  |  |       |  |  |                         |  |  |                |  |
|                          |     | ...                                       | ...                           |  |  |       |  |  |                         |  |  |                |  |
|                          |     | ...                                       | ...                           |  |  |       |  |  |                         |  |  |                |  |
| ...                      |     | ...                                       |                               |  |  |       |  |  |                         |  |  |                |  |
|                          |     | ...                                       | ...                           |  |  |       |  |  |                         |  |  |                |  |
|                          |     | ...                                       | ...                           |  |  |       |  |  |                         |  |  |                |  |
|                          |     | ...                                       | ...                           |  |  |       |  |  |                         |  |  |                |  |
|                          |     | ...                                       |                               |  |  |       |  |  |                         |  |  |                |  |